# انقلاب 1970 في ليسوتو
كان انقلاب ليسوتو 1970 انقلابًا ذاتيًا وقع في ليسوتو في 30 يناير 1970، بقيادة رئيس الوزراء ليبوا جوناثان. وقد أدى ذلك إلى تولي رئيس الوزراء جوناثان، الذي تولى المنصب منذ عام 1965، سلطات دكتاتورية. وقد بدأ الانقلاب بفعل انتصار حزب مؤتمر باسوتولاند المعارض (BCP، بقيادة نتسو موخله) على الحزب الوطني الباسوتي الحاكم (BNP، بقيادة جوناثان) في الانتخابات العامة.
أعلن رئيس الوزراء جوناثان حالة الطوارئ، وألغى الانتخابات، وحلّ البرلمان وعلّق العمل بالدستور. تم إرسال الملك موشويشوي الثاني إلى المنفى بعد أن أعرب عن رفضه. جوناثان نفسه أطيح به في انقلاب 1986 بقيادة الجنرال جاستن ليخانيا.